# CLAM - Festival Internacional de Cinema Social de Catalunya
El CLAM - Festival Internacional de Cinema Social de Catalunya és un projecte de promoció i divulgació cinematogràfica centrat en la solidaritat i els drets humans. Fundat el 2003, té seus a Navarcles, Manresa i una tercera seu convidada que varia cada any, així com activitats pedagògiques adreçades a escoles i instituts. El CLAM compta amb dues seccions oficials de curts i llargmetratges, respectivament. El festival presenta també, a cada edició, diferents activitats paral·leles relacionades amb el sector del cinema i amb temàtiques socials d'actualitat.
Cada any s'entreguen dos premis del jurat (Millor pel·lícula i Premi especial del jurat) i un Premi del públic per a cada categoria. Des de la primera edició, en el marc del festival, s'hi lliura el Premi Pere Casaldàliga a la Solidaritat. Des de la 16a edició, convocat per AMPANS en col·laboració amb el CLAM, es lliura el Premi Insert a la creació audiovisual de persones amb discapacitat intel·lectual. El CLAM és membre de Catalunya Film Festivals.
Després de l'edició del 2023, el festival CLAM va ser acceptat a la prestigiosa Human Rights Film Network (HRFN), convertint-se en l'únic festival de Catalunya que en forma part.